# Eva (Tennessee)
Eva – jednostka osadnicza w Stanach Zjednoczonych, w stanie Tennessee, w hrabstwie Benton.